# Seda artificial
La seda artificial o seda artística es cualquier fibra sintética que se asemeja a la seda, pero cuya producción suele ser menos costosa. A menudo, "seda artificial" es solo un sinónimo de rayón. Cuando se fabrica con viscosa de bambú, también se denomina a veces seda de bambú.

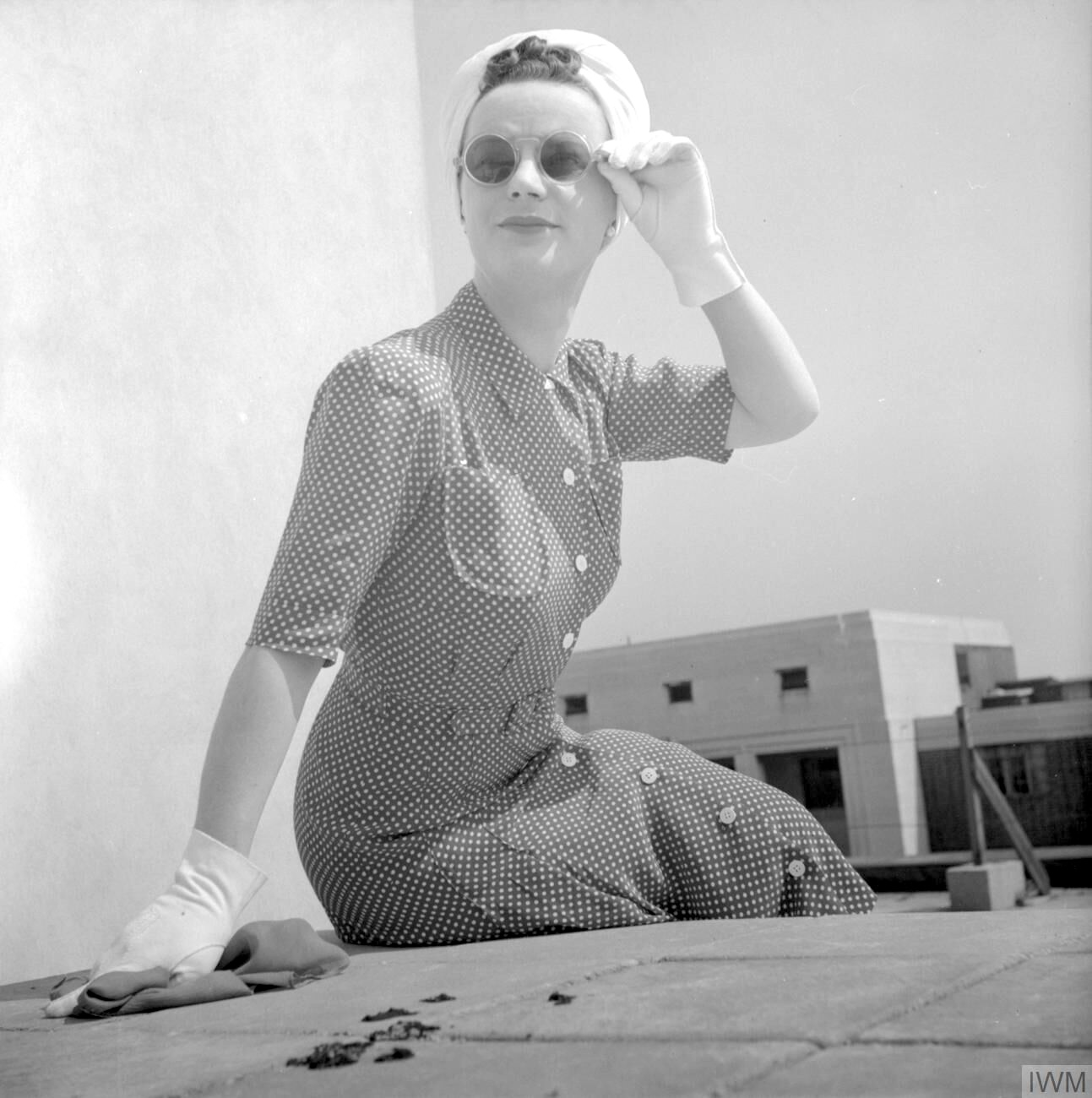
Una mujer con un vestido camisero de rayón Utility con abotonadura frontal, 1943

Las primeras sedas artificiales con éxito se desarrollaron en la década de 1890 a partir de fibra de celulosa y se comercializaron como rayón o viscosa, nombre comercial de un fabricante concreto. En 1924, el nombre de la fibra se cambió oficialmente en Estados Unidos por el de rayón, aunque en Europa se siguió utilizando el término viscosa. El material se denomina comúnmente en la industria como rayón viscosa.
En 1931, Henry Ford contrató a los químicos Robert Boyer y Frank Calvert para producir seda artificial hecha con fibras de soya. Consiguieron fabricar una fibra textil de fibras proteicas de soja hiladas, endurecidas o curtidas en un baño de formaldehído, que recibió el nombre de Azlon. Se podía utilizar en la confección de trajes, sombreros de fieltro y abrigos. Aunque la producción piloto de Azlon alcanzó 2300 kg al día en 1940, nunca llegó al mercado comercial; el nylon de DuPont fue el ganador en la búsqueda de la seda artificial.
Aunque inicialmente no se vendía con el nombre de seda artificial, el nailon, la primera fibra sintética, se desarrolló en Estados Unidos a finales de la década de 1930 y se utilizó como sustituto de la seda japonesa durante la Segunda Guerra Mundial. Sus propiedades son muy superiores a las del rayón y la seda cuando se moja, por lo que se utilizó para muchas aplicaciones militares, como los paracaídas. Aunque el nylon no es un buen sustituto del tejido de seda en cuanto a su aspecto, es una alternativa funcional de éxito. Los planes originales de DuPont para que el nailon se convirtiera en un sustituto más barato y superior de las medias de seda se hicieron realidad muy pronto, y luego se reorientaron para su uso militar apenas dos años después, durante la Segunda Guerra Mundial. El nailon se convirtió en poco tiempo en una fibra industrial destacada, sustituyendo definitivamente a la seda en muchas aplicaciones.
En la actualidad, la imitación de seda puede hacerse con rayón, algodón mercerizado, poliéster, una mezcla de estos materiales, o una mezcla de rayón y seda.
A pesar de tener un aspecto generalmente similar, la seda auténtica tiene características únicas que se distinguen de la artificial. Sin embargo, en algunos casos la seda artificial puede hacerse pasar por seda auténtica a los compradores incautos. Existen varias pruebas para determinar la composición básica de la fibra de un tejido, algunas de las cuales pueden realizarse antes de comprar un tejido cuya composición sea dudosa. Las pruebas incluyen frotar el pelo en la mano, quemar un pequeño trozo de los flecos para oler la ceniza y el humo, y disolver el pelo realizando una prueba química.

## Términos para la seda artificial
- La "seda Bangalore" es en realidad poliéster tejido para que parezca seda.